# Fazekas Andrea
Fazekas Andrea (Budapest, 1967. augusztus 13. –) magyar színésznő.

## Életrajz
Színi tanulmányait még gimnazistaként kezdte a Fővárosi Művelődési Házban, Szakall Judit színjátszó körében. Ezután Gór Nagy Mária Színitanodájának volt hallgatója, majd 1986-ban az Arany János stúdiójába került, 1987-től pedig Bodnár Sándornál tanult a Nemzeti Színház Stúdiójában. 1989-től a Békéscsabai Jókai Színháznál, 1991-től a Szegedi Nemzeti Színháznál, 1992-től a budapesti Nemzeti Színháznál játszott, 2000-től a Pesti Magyar Színház tagja. Vendégművészként fellépett a Pécsi Nemzeti Színházban, a Szegedi Nemzeti Színházban, a Budapesti Gyermekszínházban, a BM Duna Palotában, a Szkéné Színházban, a Miskolci Nemzeti Színházban, az Újszínházban és a Magyarkanizsai Udvari Kamaraszínházban. Szerepelt a televízió Kisváros, és a Magyar Rádió Daráló című sorozataiban.

## Fontosabb színházi szerepei
A Színházi adattárban regisztrált bemutatóinak száma: 47.
- Vera Szvoboda (Katajev: Bolond vasárnap),
- Pünkösdi Kató (Zerkovitz: Csókos asszony),
- Violetta (Kálmán: A montmartre-i ibolya),
- Hamupipőke (Romhányi: Hamupipőke),
- Estella (Leonard Bernstein: West Side Story),
- Ledér (Vörösmarty Mihály: Csongor és Tünde),
- June (Kander-Ebb-Fosse: Chicago),
- Sally (Müller-Tolcsvay-Bródy: Doctor Herz),
- Nakamura nővér (Kesey: Kakukkfészek),
- Kisasszony (Vaszary: Bubus),
- Manci (Lajtai-Békeffi: Régi nyár),
- Alaja (Ephraim Kishon: A házasságlevél),
- Nancy (Bart: Oliver),
- Marika (Molnár Ferenc: Liliom),
- Shelby (Harling: Acélmagnóliák),
- Korintha (Baka István: Korinthoszi menyasszony),
- Aletta van der Maet (Páskándi: tornyot választok),
- Moncedár márkinő (Schiller: Don Carlos),
- Második Boszorkány (William Shakespeare: Macbeth),
- Diána (Czakó: Fehér ló),
- Erzsébet (Mujicic-Senker-Juronic: A kadét),
- Tangolita (Ábrahám: Bál a Savoyban),
- Hippia, első polgárlány (Madách Imre: Az ember tragédiája),
- Marysia (Wyspianski: Menyegző),
- Bella (Tamási Áron: Tündöklő Jeromos),
- Mária Magdolna, Ancilla (Balogh-Kerényi-Rossa: Csíksomlyói passió),
- Tóth Flóra (Bródy Sándor: A tanítónő),
- Rozika (Móricz Zsigmond: Úri muri),
- Eliza (Sardou-Moreau: Szókimondó asszonyság),
- Iluska (Kacsóh-Heltai-Bakonyi: János vitéz),
- Veronka (Mikszáth-Szakonyi: Szent Péter esernyője),
- Baba (Hunyady: Lovagias ügy),
- Árva Margit, Anna (Pozsgai: Szeretlek Fauszt),
- Caesonia (Székely: Caligula helytartója),
- Rozi (Weis: Marat/Sade),
- Charitas nővér (Szabó Magda: Régimódi történet),
- Lujza (Képes Géza: Mese a halászlányról),
- Lány (Solti Gábor: Budapesti melódia),
- Erzsók (Sütő András: Balkáni gerle),
- Sara (Synge: A nyugati világ bajnoka),
- Gizella (Szigligeti Ede: Fenn az ernyő, nincsen kas),
- Manci (Heltai: Szépek szépe),
- Királynő (Szép Ernő: Patika)
- Viola (William Shakespeare: Vízkereszt, vagy amit akartok),
- Andromaké (Giraudaux: Trójában nem lesz háború),
- Nyina Nyikolajevna (Gogol-Vidnyánszky: Az orr),
- Vénusz (Offenbach: Orfeusz az alvilágban),
- Mária (Siposhegyi Péter: Halottak napjától virágvasárnapig),

## Film- és televíziós szerepei
- Szomszédok (sorozat)
  - 22. rész (1988)...Nővér
  - 320. rész; 324. rész; 326. rész (1999)... Dr. Falvay Rózsa
- A négyes pálya (sorozat) 2. rész (2001)
- Kisváros (sorozat)
  - (1998-2000)...Kovács Nóra; Varga Nóra
  - (2001)...Szabados Márta alezredes
- Eragon (2006)...Horst felesége
- Egy ország halt vele (zenés történelmi játék)
- Mindszenty - Szeretlek, Faust (2010)...Árva Margit, elvtársnő

## Sorozat szinkronszerepek
- Bír-lak – Rebecca "Becky" Donaldson-Katsopolis – Lori Loughlin
- Bor és hatalom – Pilar Solano – Nina Agustí
- Charlie Jade – Jasmine – Marie-Julie Rivest
- Rosalinda – Fedra Pérez Romero – Nora Salinas

## Film szinkronszerepek
- Bad Boys – Mire jók a rosszfiúk? (szinkron változat 1.) – Yvette (Bad Boys) – Maureen Gallagher
- Beverly Hills-i zsaru 2. (szinkron változat 2.) – Recepciósnő a Playboy-partin (Beverly Hills-i zsaru 2.) – Susan Lentini

## Kitüntetései
- Rajz János-díj (1995)

## Külső hivatkozások
- Hivatalos honlapja